# Mrežna kartica
Mrežna kartica (eng. Network card, NIC, network adapter) je dio koji se brine za komunikaciju računala preko računalne mreže odnosno za priključivanje računala na lokalnu mrežu.
Moderne matične ploče obično na sebi imaju integriran mrežni čip i priključak, ali također postoje i mrežne kartice koje se ubacuju u PCI ili PCI Express utor. Danas se rjeđe viđaju odvojene mrežne kartice, obično se uzima dodatna kartica (uz integriranu) zbog mogućnosti priključivanja više mrežnih uređaja (npr. ADSL modem (Ethernet) i mrežni hub), iako neke matične ploče dolaze i s dva čipa, odnosno priključka.
Danas postoje mrežne kartice u 10, 100, 1000 Mbit/s (1 Gigabit) izvedbama, što označava propusnost podataka koju može podnijeti jedna mrežna kartica. Mrežne kartice propusnosti 10 000 Mbps odnosno 10Gbps su također sve više u primjeni, čak se od 2014. godine ugrađuju u poslužiteljske matične ploče. Osim navedenih propusnosti, za poslužitelje i mrežne uređaje dostupne su i mrežne kartice još većih propusnosti.
Pogledajmo najčešće propusnosti (Ethernet) mrežnih kartica:
- 100 Mbps
- 1000 Mbps (1 Gbps)
- 2.5 Gbps
- 5 Gbps
- 10 Gbps
- 25 Gbps
- 40 Gbps
- 100 Gbps
- 200 Gbps
- 400 Gbps

## Proizvođači
- Cisco
- 3Com
- AMD
- ASIX Electronics
- Broadcom
- Digital Equipment Corporation (DEC)
- Intel
- Marvell Technology Group
- National Semiconductor
- Netgear
- Novell
- Realtek
- VIA Networking